# Phaethornis longirostris
Phaethornis longirostris là một loài chim trong họ Trochilidae.
Đây là là một loài định cư sinh sản từ trung bộ Mexico về phía nam tới tây bắc Colombia, cực tây Venezuela và phía tây Ecuador.